# Dixella deltoura
Dixella deltoura är en tvåvingeart som beskrevs av Peters och Cook 1966. Dixella deltoura ingår i släktet Dixella och familjen u-myggor.
Artens utbredningsområde är Alaska. Inga underarter finns listade i Catalogue of Life.